# Sketches (Pallas)
Sketches is het vierde muziekalbum van de Schotse muziekgroep Pallas. 

## Achtergrond
Na hun langspeelplaten die werden uitgegeven door EMI, hield die ermee op. Een en ander had mede als aanleiding dat Pallas maar geen stabiele verhouding zanger-band kon vinden. In Nederland bleven de fans de band wel trouw en via SI Music werd een muziekcassette verspreid met daarop Sketches. Het album heeft daarna nooit meer het levenslicht gezien als compact disc. De zware progressieve rock-inslag is enigszins verdwenen.

## Musici
- Alan Reed – zang
- Niall Matthewson – gitaar, zang
- Graeme Murray – basgitaar, zang, achtergrondzang, baspedalen
- Ronnie Brown – toetsinstrumenten
- Derek Forman – slagwerk

## Muziek
| Nr. | Titel                   | Duur |
| --- | ----------------------- | ---- |
| 1.  | Voices in the dark      | 4:39 |
| 2.  | The real world          | 4:48 |
| 3.  | Hide and seek           | 5:02 |
| 4.  | Win or loose (acoustic) | 4:19 |
| 5.  | Man of principles       | 5:27 |
| 6.  | Ghosts                  | 7:15 |
| 7.  | Meanwhile               | 2:01 |

| Nr. | Titel                                                    | Duur |
| --- | -------------------------------------------------------- | ---- |
| 1.  | All or nothing                                           | 3:59 |
| 2.  | Wall to wall                                             | 0:46 |
| 3.  | I believe in Father Christmas (Greg Lake, Pete Sinfield) | 2:11 |
| 4.  | Morning fleet                                            | 3:46 |
| 5.  | Bleak house                                              | 1:49 |
| 6.  | Submarine                                                | 2:37 |
| 7.  | Dinosaur                                                 | 3:56 |
| 8.  | Holiday go                                               | 3:00 |
| 9.  | Tibet                                                    | 1:38 |
| 10. | Tokyo detective                                          | 6:25 |
| 11. | Syanara                                                  | 3:45 |